# Lee Kyung-keun
Lee Kyung-keun, kor. 이경근 (ur. 7 listopada 1962 wDaegu) – południowokoreański judoka.
Na Igrzyskach Olimpijskich w Seulu w 1988 zdobył złoty medal w wadze półlekkiej (do 65 kg), pokonując w finale Polaka Janusza Pawłowskiego. Do jego osiągnięć należy również tytuł wicemistrza świata (Seul 1985). Ma w swoim dorobku również złoty medal igrzysk azjatyckich (Seul 1986).